# Зернень
Зернень, Зернені (рум. Zărneni) — село у повіті Вилча в Румунії. Адміністративно підпорядковане місту Дрегешань.
Село розташоване на відстані 149 км на захід від Бухареста, 54 км на південь від Римніку-Вилчі, 47 км на північний схід від Крайови.

## Населення
За даними перепису населення 2002 року у селі проживали 70 осіб, усі — румуни. Усі жителі села рідною мовою назвали румунську.